# 원대동
원대동(院垈洞)은 대한민국 대구광역시 서구의 행정동으로, 법정동 원대동1가, 원대동2가, 원대동3가를 관할한다. 과거 북부정류장의 소재지이기도 하다.
북구 생활권과 가까워서, 서구 소재임에도 이 지역의 국번은 모두 북구와 공용한다.

## 유래
삼국시대 신라가 삼국통일의 위업을 완수하기 위해 화랑도들의 심신을 단련할 수 있는 전국명소를 두루다니면서 수련을 하게 되었는데 이들의 숙식소로 만든 곳을 院 또는 魯院이라 하였다 한다.이와 같은 역사속에서 옛날 이곳에 大魯院이 있었던 터(垈)라하여 院垈라 하고 이것이 동명으로 된 것이라고 한다.

## 역사
- 조선시대 원대동/용천동
- 1895년 음력 윤5월 1일 대구부 대구군 서중면 원대동/용천동[1]
- 1896년 8월 4일 경상북도 대구군 서중면 원대동/용천동[2]
- 1910년 10월 1일 경상북도 대구부 서중면 원대동/용천동[3]
- 1914년 4월 1일 경상북도 달성군 달서면 원대동[4]
- 1938년 10월 1일 경상북도 대구부 원대동[5]
- 1938년 11월 2일 경상북도 대구부 원대동(서부출장소 관할)[6]
- 1949년 8월 15일 경상북도 대구시 원대동(서부출장소 관할)[7]
- 1963년 1월 1일 경상북도 대구시 서구 원대동[8]
- 1963년 12월 1일 원대동을 원대동1가, 원대동2가, 원대동3가로 분동하였다.[9]
- 1966년 1월 1일 원대동3가를 원대동3가, 원대동4가, 원대동5가, 원대동6가로 분동하였다.[10]
- 1975년 10월 1일 서구 원대동2가 일부/원대동4가, 원대동5가, 원대동6가를 북구에 편입하고,[11] 남은 원대동을 원대동1가, 원대동2가, 원대동3가로 개편[12]
- 1981년 7월 1일 대구직할시 서구 원대동1가, 원대동2가, 원대동3가[13]
- 1995년 1월 1일 대구광역시 서구 원대동1가, 원대동2가, 원대동3가[14]
- 1997년 1월 1일 대구광역시 서구 원대동1가, 원대동2가, 원대동3가를 원대동으로 통합[15]

## 주요 시설

### 금융 기관
- 원대1.2가 새마을금고
- 원대3가 새마을금고
- NH농협은행 원대동지점

### 관공서
- 대구서부경찰서 비원지구대
- 원대동 행정복지센터

### 교육 기관
- 대구달성초등학교
- 대구경일중학교

### 재래시장
- 원대신시장